# Saint-Igny-de-Roche
Saint-Igny-de-Roche é uma comuna francesa na região administrativa de Borgonha-Franco-Condado, no departamento Saône-et-Loire. Estende-se por uma área de 7,99 km². Em 2010 a comuna tinha 789 habitantes (densidade: 98,7 hab./km²).